# Carlo Resoort
Carlo Resoort (1 maart 1973) is een Nederlandse dj, producer, remixer en tevens oprichter van het tranceproject 4 Strings.

## Biografie
Carlo Resoort begon in 1994 met het maken van dancemuziek. Al snel bracht hij zijn eerste nummer uit. Na een paar nummers had hij zijn eerste grote hit te pakken: The Silmarillia onder de naam Carlos. Dit nummer, geproduceerd samen met Piet Bervoets van Rank 1, was zijn grote doorbraak met een Dancesmash op Radio 538. Twee jaar later had hij weer een hit met het nummer Turn It Around onder de naam Alena. Niet lang daarna tekende hij bij het nieuwe platenlabel Spinnin' Records. Dit was het begin van 4 Strings.
Het eerste nummer dat 4 Strings uitbracht was Daytime, dat een grote hit werd. Het eerstvolgende nummer Into The Night werd een nog grotere hit. Nadat dat nummer bewerkt was met vocals en opnieuw werd uitgebracht onder de naam Take Me Away (Into The Night) werd het een wereldwijde hit. Hierna kwamen de nummers Diving en Let It Rain, waarna het eerste album Believe werd uitgebracht. Later bracht 4 Strings nog een album uit: Turn It Around (Dancesmash op Radio 538), vernoemd naar een van de singles op dat album (een remix van zijn oude nummer Turn It Around). Zangeres Vanessa van Hemert verliet 4 Strings in 2005.
Begin 2007 besloot Carlo het nog eens te proberen met The Silmarillia, wat ook weer een grote hit werd en in de toppen van verschillende charts stond.

## Discografie

### Singles (als 4 Strings)
1. Day Time (2001)
2. Take Me Away (2002)
3. Diving (2002)
4. Let It Rain (2003)
5. Come Closer (2004)
6. Summer Sun (2004)
7. Back To Basics (2004)
8. Turn It Around (2004)
9. Desire (2005)
10. Love Is Blind (2005)
11. Sunrise (2005)
12. Until You Love Me (2005)
13. Hurricane (2006)
14. Desire (2006)
15. Jewel (2006)
16. Mainline (2006)
17. Take Me Away '06 (2006)
18. Catch A Fall (2007)
19. Take Me Away (Re-Ward Remix) (2008)
20. The Way It Should Be (2008)
21. Let Me Take Your Breath Away (2009)
22. Take Me Away 2009 (2009)
23. Music (2009)

### Albums (als 4 Strings)
1. Believe (2003)
2. Turn It Around (2004)
3. Mainline (2006)

### Singles (als Carlo Resoort)
1. Revelation (2002)
2. Remover (2003)
3. O’ class (2003)
4. Musica (2004)
5. Ayers Rock / Tape delay (2005)
6. Brycle / Hammond (2005)
7. Battery/Tom Tom (2006)
8. Visa Versa (2008)
9. You Are My Dream(2008)
10. Blinded/Sunburst (2009)
11. Lifetime/Spacebump (2009)
12. The First Rebirth (2009)
13. Revelations (2010)
14. Journey To Freedom (2010)

### Singles (als Madelyne)
1. A Deeper Love (2002)
2. Beautiful Child (2002)

## Pseudoniemen

### Aliassen
4 Strings, Alena

### Samenwerkingsprojecten
Carlos (met Piet Bervoets van Rank 1)
- MusicBrainz: 8b2b340a-05eb-4175-a694-4aed828a6027
- Virtual International Authority File: 5544154260481924480002